# Paul Rae
Pour les articles homonymes, voir Rae.
Paul Rae (né le 27 juin 1968  à La Nouvelle-Orléans) est un acteur américain.

## Biographie
Paul a étudié à la Louisiana State University , où il était major de la section "Art théâtral" . Il a été membre de l'équipe de football LSU et a également été membre de Sigma Nu Fraternity .
Paul est diplômé de Bogalusa High School.

## Filmographie

### Cinéma
- 2005 : Coach Carter : le gardien
- 2006 : Cinq Toutous prêts à tout : Denning
- 2007 : Next : Foreman
- 2007 : École paternelle 2 : Phil
- 2008 : Les Copains des neiges : Philippe (voix)
- 2008 : W. : L'Improbable Président d'Oliver Stone : Kent Hance
- 2009 : Wake : officier Dobbs
- 2009 : Les copains fêtent Noël : Hank
- 2010 : True Grit : Emmett Quincy
- 2012 : Les Chiots Noël, la relève est arrivée (Santa Paws 2 : The Santa Pups) : Jeb Gibson
- 2013 : Texas Chainsaw 3D : Burt Hartman
- 2014 : Teach Me Love : Chad
- 2015 : Shangri-La Suite : Memphis Mafioso
- 2015 : ToY : Conrad

### Télévision
- 2003 : Les Experts (saison 4, épisode 4) : Wesley Jones
- 2003 : Star Trek: Enterprise (saison 3, épisode 9) : le barman
- 2004 : Las Vegas (saison 1, épisode 16) : Roy Holden
- 2004 : Division d'élite (saison 4, épisodes 14 et 15) : Craig Larsen
- 2005 : Monk (saison 3 épisode 12) : Mr Handy
- 2005 : Desperate Housewives (saison 1 épisodes 18 et 19) : Hector « The Ice Cream Man »
- 2005 : NCIS : Enquêtes spéciales (saison 2 épisode 21) : Steve Hager
- 2008 : Dr House (saison 4 épisode 13) : Jeff
- 2008 : Le Défi de Kylie (téléfilm) : Robin Cates
- 2009 : Esprits criminels (saison 4 épisodes 25 & 26): Lucas Turner
- 2009 : Fringe (saison 2 épisode 8) : Donald Long
- 2013 : Mad Men (saison 6 épisode 12) : Byron
- 2013 : Supernatural (saison 9 épisode 2) : Irv Franklin
- 2015 : Blood and Oil (8 épisodes) : Gerry Laframboise
- 2017-2018 : Damnation : Melvin Stubbs